# Ligamentul talofibular anterior

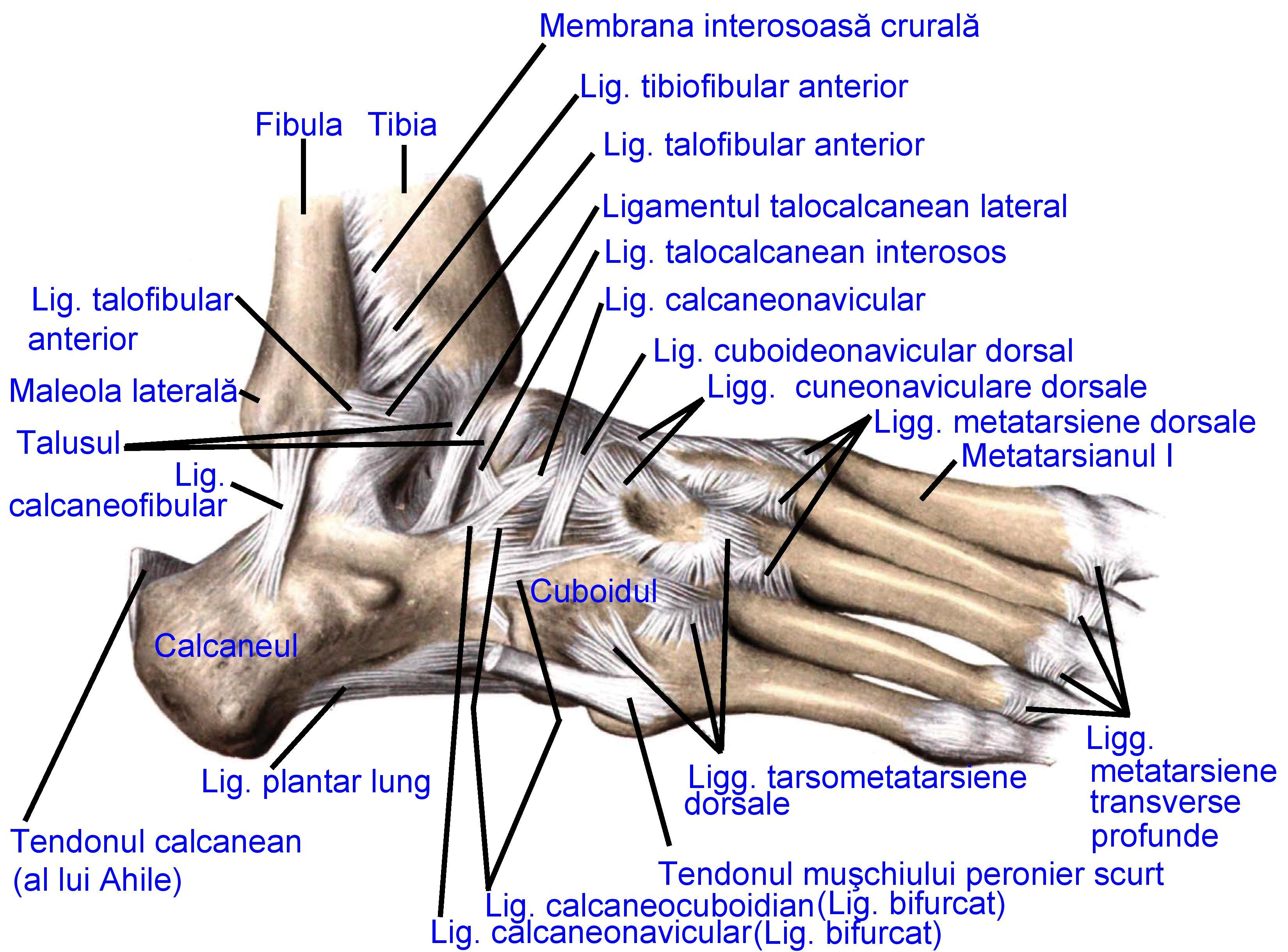
Ligamentele articulaţiilor piciorului drept, văzute lateral (după Sobotta's Atlas and Text-book of Human Anatomy 1909)

Ligamentul talofibular anterior (Ligamentum talofibulare anterius) este fasciculul anterior al ligamentului colateral lateral al articulației talocrurale (Ligamentum collaterale laterale articulationis talocruralis). El se întinde de la marginea anterioară a maleolei laterale (Malleolus lateralis) a fibulei la fața laterală a colului talusului (Collum tali) și marginea anterioară adiacentă a feței laterale a corpului talusului (Corpus tali).